# Limba abau
Limba abau este o limbă vorbită în special în Papua Noua Guinee și mai puțin în Indonezia.

## Fonetica
|              | anterioară | centrală | posterioară |
| ------------ | ---------- | -------- | ----------- |
| închisă      | [i]        |          | [u]         |
| semiînchisă  | [e]        | [ə]      | [o]         |
| semideschisă | [ɛ]        |          | [ɔ]         |
| deschisă     |            | [a]      |             |

|             | bilabială | alveolară | palatală | velară | velară |
| ----------- | --------- | --------- | -------- | ------ | ------ |
| nazală      | [m]       | [n]       |          |        |        |
| explozivă   | [p]       |           |          | [k]    |        |
| fricativă   |           | [s]       |          |        | [h]    |
| flap        |           | [r]       |          |        |        |
| aproximantă |           |           | [j]      | [w]    |        |